# Dan Graham
Pour les articles homonymes, voir Graham.
 (avril 2016).
Si vous disposez d'ouvrages ou d'articles de référence ou si vous connaissez des sites web de qualité traitant du thème abordé ici, merci de compléter l'article en donnant les références utiles à sa vérifiabilité et en les liant à la section « Notes et références ».
 (juillet 2011).
- Si vous ne connaissez pas le sujet, laissez ce bandeau (vous pouvez alors contacter les auteurs).
- Si vous supprimez le contenu mis en cause (vous pouvez préalablement contacter les auteurs),

argumentez précisément cette suppression dans la page de discussion
(un manque de référence n'est pas un argument ; une recherche réelle de référence doit avoir été effectuée, être formellement documentée).
Daniel Harry Graham, dit Dan Graham (né le 31 mars 1942 à Urbana (Illinois) et mort le 19 février 2022 à New York (État de New York)), est un artiste américain. Il a une certaine influence dans l'art contemporain, à la fois comme créateur d'art conceptuel et critique d'art et théoricien.

## Œuvre
Sa production artistique pourrait être divisée en deux périodes bien distinctes : les dix premières années, de 1965 à 1975, sont constituées d'œuvres conceptuelles, de films, d'essais, de performances, d'installations vidéo et d'espaces-miroirs exposés à la Biennale de Venise en 1976 et à la Biennale de Paris en 1985.
La seconde période a vu son travail se concentrer autour de modèles architecturaux et de pavillons résidentiels, exception faite de Rock My Religion qui est un film argumentatif et provocateur sur la relation entre la religion et la musique rock dans la culture contemporaine. Graham imagine une histoire qui commence avec le Shakers, une communauté religieuse qui a pratiqué l'abnégation et danses de transe extatique. C'est avec le « dévidage et de bascule » des réveils religieux qu'est son véritable point de départ, Graham analyse l'émergence et l'impact de la musique rock ainsi que la religion a sur le consommateur adolescent dans le milieu des banlieues isolées des années 1950. Il s’intéresse aux côtés pervers du rock et au contexte idéologique dans l'après-Seconde Guerre mondiale en Amérique.
La musique et les philosophies de Patti Smith, qui affirme de manière explicite que le rock est une religion, sont ses centres d'attention. Ce collage complexe de textes, d'extraits de films et de la performance rock constitue un essai théorique convaincant sur les codes idéologiques et les contextes historiques qui avertissent le phénomène culturel du rock 'n' roll. La seconde période de son travail est la réalisation du livret d'un mini-opéra-rock, Wild in the Streets, réalisé avec Jean-Alphonse Qwicklee.
Dans un entretien accordé au cours des années 1990, Dan Graham affirmait sur son travail Rock My Religion, que c'était « une étude anthropologique sur l'état de la scène musicale pendant les années 1980. »

## Quelques exemples

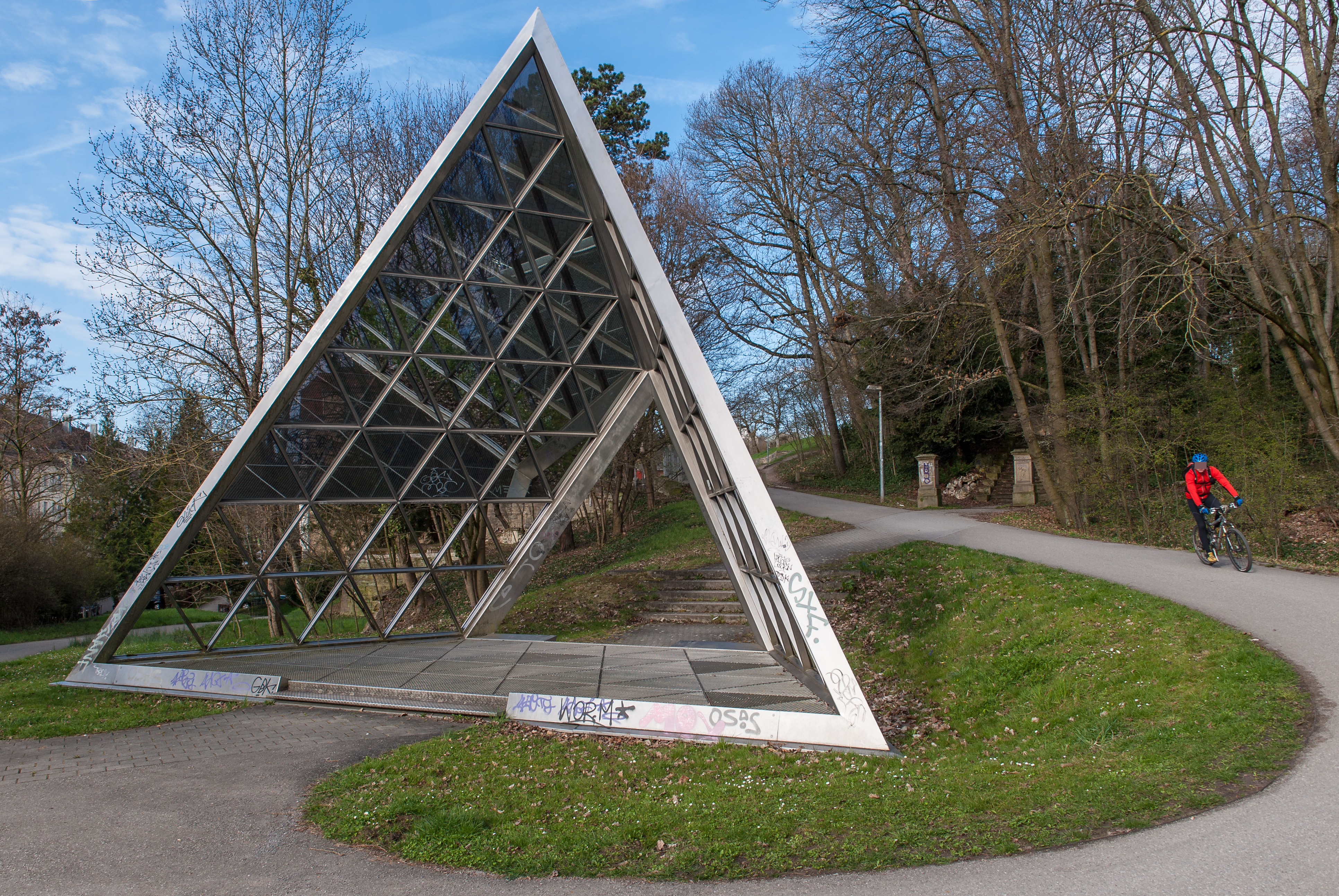
Gate of Hope (1993) à Stuttgart.

Tout son travail interroge les relations entre l’espace privé et l’espace public, tout ce qui touche la perception, et la place du spectateur dans l’art et dans la société.
Cinéma est un exemple de ses projets architecturaux. Il s’agit, comme son nom l’indique, d’une salle de cinéma avec des jeux de miroirs. L’écran est un miroir sans tain ainsi que les côtés de la salle, qui forment un triangle. Lorsque les spectateurs visionnent le film, c'est-à-dire au moment où la salle est plongée dans le noir, les passants, qui sont à l’extérieur, peuvent voir le film projeté sur l’écran mais l’image est inversée. Ils ont aussi la chance de voir les spectateurs regardant le film sans qu’ils puissent être vus : ils peuvent observer cette relation film/spectateur.

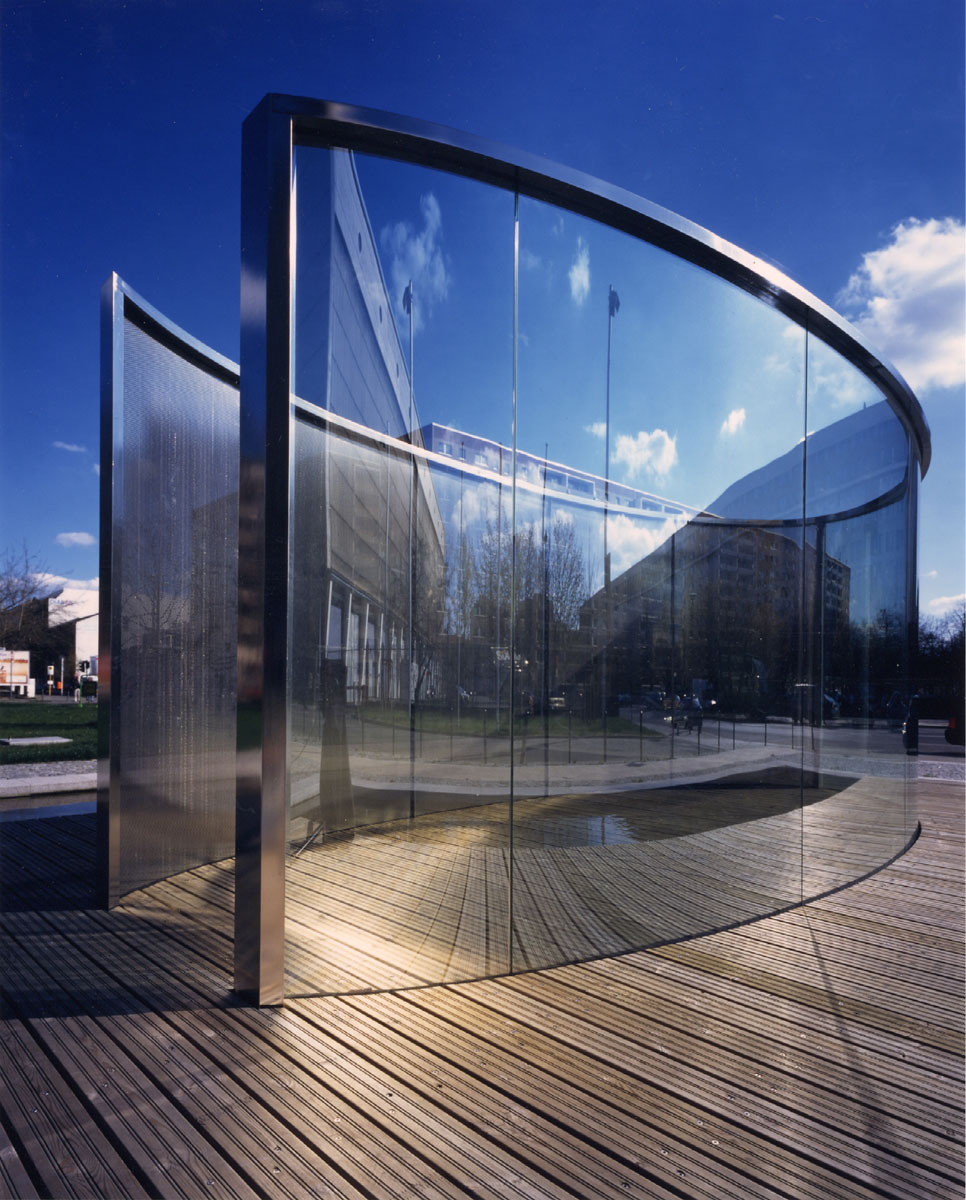
Pavillon à Berlin.

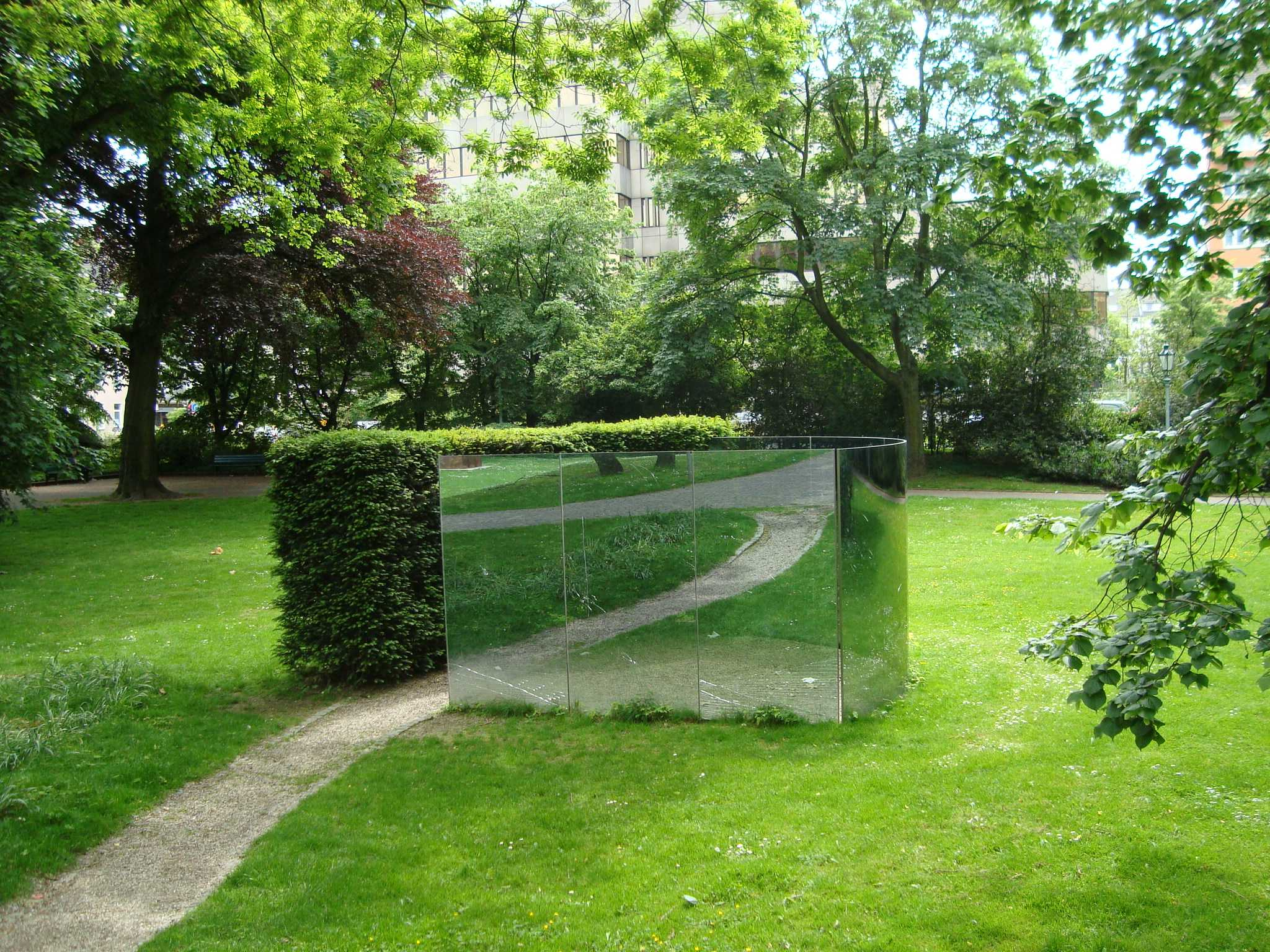
Two-Way Mirror-Hedge (2001) à Düsseldorf.

Dan Graham réalise aussi des œuvres qu’on pourrait rattacher à la notion d’art conceptuel, mais cette fois au sens restreint du terme. Poel Schematisation, par exemple, apparaît comme une page vierge, comme une sorte d’inventaire écrit, mais toujours rattachée à un article. Cette œuvre ne peut être exposée que dans un magazine, plus spécialement dans un magazine d’art, et ce n’est que dans un second temps qu’elle pourrait être exposée dans une galerie. Chaque variante est déterminée par l’analyse de l’œuvre faite dans le magazine.
Dans un autre projet, Picture Window Piece, Dan Graham met en évidence son idée que l’espace social public et l’espace social privé dépendent de la convention architecturale. En effet il explique que les fenêtres panoramiques qu’on peut apercevoir dans les maisons modernes américaines établissent le rapport entre la famille et l’environnement social car elles donnent à voir à l’intérieur mais tout en empêchant cette vision, mais est aussi une limite entre intérieur privé et extérieur public.
Une œuvre importante consiste en un projet appelé Alteration to a suburban house. Il s'agit d'une maquette d'un pavillon de banlieue semblable à celle des promoteurs immobiliers, dans laquelle Graham a remplacé la façade par une grande plaque de verre et a placé un miroir sur le mur du fond. Le passant est ainsi censé pouvoir voir les habitants dans leur salon, mais pas dans leur chambre, dont le mur est aussi couvert d'un miroir. On peut considérer ce projet comme l'intrusion d'une maison moderne, destinée à être construite isolée dans la nature, dans un quartier résidentiel. Le projet fait figure d'utopie négative, dans la mesure où il est destiné à ne pas être construit, et propose une réflexion critique sur les processus d'exposition au sein de l'architecture, où le regardeur se voit en train de regarder et de prendre conscience de son propre voyeurisme. C'est la première œuvre dans l'histoire de l'art contemporain où une maquette est placée dans une galerie en tant qu'objet en soi, et non comme projection d'un bâtiment destiné à être construit.

## Opposing Mirrorsand Video Monitors on Time Delay

### Le rôle du spectateur
Le spectateur participe de différentes manières dans cette œuvre. D’une part, il agit dans l’espace et dans le temps et d’autre part il interroge le concept d’art, c'est-à-dire ce qui fait de l’installation une œuvre d’art.
Ici, l’importance du lieu, de l’espace occupé par l’installation doit être pris en compte. En effet, l’œuvre ne se présente pas à nous de la même manière qu’un tableau ou qu’une sculpture. Ceux-ci pourraient être exposés dans n’importe quel lieu, ils garderaient toujours plus ou moins d’autonomie dans l’espace, qui est séparé d'eux. La peinture par exemple, présente un espace artificiel et elle-même s’expose dans un espace réel qui n’est pas en continu avec l’espace qu’elle représente. Au contraire, chez Dan Graham, l’espace fait partie intégrante de l’installation. Le spectateur entre dans l’œuvre et a désormais un rôle participatif puisque ici il est filmé. Il est donc acteur de la vidéo et devient ensuite spectateur de lui-même, de son propre environnement espace/temps, à savoir de son passé immédiat.
En ce qui concerne le miroir, il semble être ici plus une métaphore qu’un simple jeu de reflets.
Quant à la vidéo, Dan Graham la différencie du film en ce qu’elle est un médium du temps présent. En effet, il explique que la vidéo est l’enregistrement direct du temps et de l’espace réel en continu, c'est-à-dire sans le découpage de scène dont a recours le film. Le film nous détache de la réalité présente et que la vidéo, qu’il compare à un miroir, peut procéder par une auto réflexion sur nos actes. Cependant il distingue quand même la vidéo et le miroir puisque le miroir est lié au temps et a l’axe spatial de celui qui perçoit alors que la vidéo peut être retransmise dans un autre espace temps et de ce fait établir une plus grande distance critique avec le sujet.

### Une œuvre plus intellectuelle que sensorielle
Lorsque l’on entre dans l’installation on se pose tout de suite des questions sur notre situation, sur l’espace et la disposition des éléments qui nous entourent etc. Ce n’est donc pas un rapport esthétique (le beau dans l'œuvre) que le spectateur est invité à entretenir avec l’œuvre mais un rapport essentiellement intellectuel. Elle pose des problématiques concernant le processus de notre approche de l’art.
On peut donc considérer cette installation comme œuvre conceptuelle au sens large du terme puisqu’elle ne nie pas totalement l’aspect matériel de l’œuvre comme l’a pu faire Joseph Kosuth pour qui ce n’est pas la réalisation qui compte ni même les matériaux employés, mais simplement le concept, l’idée : c’est le discours sur l’arithmétique qui prime. Dan Graham, lui, a réfléchi sur le concept et l’a ensuite pensé en tant que réalisation en pensant les matériaux qu’il devait employer pour exprimer l’idée de départ et leur disposition.
Avec l’art conceptuel, ce n’est donc plus la contemplation qui est mis en cause mais l’idée qu'on se fait de l’art. Le plaisir ne provient plus d’une chose belle qui se présente a notre vue mais de la découverte d’une idée de l’art a laquelle ont n’avait pas forcément pensé. L’installation est alors comparable à une expérience de mise en situation de nous même dans l’environnement de l’art. Elle nous interroge, nous spectateurs, sur notre position dans le monde de l’art et face à l’œuvre.

## Quelques œuvres
- Pyramid (1999) sur l'île des Sculptures à Pontevedra
- Fuuss Boullia to roda (2006)

## Expositions
- 2015 : « Observatory/Playground », MAMO Centre d'art de la Cité radieuse de Marseille
- 2011 :
  - « Anamorphoses et Jeux de Miroir », Espace d'art contemporain et musée des Beaux-Arts de La Rochelle
  - IAO, Istanbul
- 2010 : Rencontres de la photographie d'Arles
- 2009 : « Beyond », musée d'Art contemporain de Los Angeles
- 2006 :
  - Château de Rivoli, Museo d'arte contemporanea, Turin
  - Villa Caldogno, Guggenheim Foundation
- 1998 : Fundació Antoni Tàpies[3]

### Vidéo
- Observatory / Playground, MaMo, Cité radieuse, Marseille